# Drăgănești (Sîngerei)
Drăgăneşti è un comune della Moldavia situato nel distretto di Sîngerei di 3.047 abitanti al censimento del 2004

## Località
Il comune è formato dall'insieme delle seguenti località (popolazione 2004):
- Drăgăneşti (2.529 abitanti)
- Chirileni (216 abitanti)
- Sacarovca (302 abitanti)